# Hemilea
Hemilea es una género de insecto de la familia Tephritidae del orden Diptera.

## Especies
- Hemilea accepta
- Hemilea acrotoxa
- Hemilea albicostalis
- Hemilea alini
- Hemilea araliae Malloch, 1939
- Hemilea atrata Hardy, 1987
- Hemilea bipars
- Hemilea clarilimbata
- Hemilea cnidella Munro, 1935
- Hemilea continua
- Hemilea dimidiata
- Hemilea fenestrata
- Hemilea flavoscutellata Malloch, 1939
- Hemilea formosana Shiraki, 1933
- Hemilea freyi
- Hemilea hyalina Wang, 1996
- Hemilea infuscata Hering, 1937
- Hemilea kalopanacis
- Hemilea lineomaculata Hardy, 1987
- Hemilea longistigma Shiraki, 1933
- Hemilea malagassa Hancock, 1985
- Hemilea malaisei Hering, 1938
- Hemilea malgassa Hancock, 1985
- Hemilea melanopteryx
- Hemilea miyaluoia Wang, 1996
- Hemilea nabiae Kwon, 1985
- Hemilea nudiarista
- Hemilea pilosa
- Hemilea praestans
- Hemilea quadrimaculata Hancock & Drew, 1995
- Hemilea roborowskii Becker, 1908
- Hemilea sibirica
- Hemilea theodori
- Hemilea tianmushana
- Hemilea tripunctulata Karsch, 1887
- Hemilea undosa